# ST-modellen
ST-modellen är en psykologisk självhjälpsbehandling, med syfte att uppnå en stabil självkänsla och harmoni. Det omedvetna jaget ges även utrymme att effektivt medvetandegöra och bearbeta psykiska traumata, vilka riskerar att försämra individens hälsa och prestation. Behandlingen blir därför automatiskt anpassad till varje utövarens individuella förutsättningar och behov.
ST-modellen består av fem separata och sinsemellan samverkande metoder:
- undanträngande av stresskänslor
- djupavslappning
- metodiker för att uppnå en stabil självkänsla
- bearbetning av obehagliga minnen
- hantering av obehagliga upplevelser fortlöpande, med bibehållen självkänsla

Metoderna innehåller komponenter från såväl klassisk beteendeterapi (avspänning och exponering), som från tredje vågens KBT (mindfulness). Inslagen av mental träning är tydliga.
I Sverige är handledning i ST-modellen reglerad enligt Patientsäkerhetslagen (2010:659).